# René Brouillet
Pour les articles homonymes, voir Brouillet (homonymie).
René Brouillet, né le 9 mai 1909 à Cleppé et mort le 28 novembre 1992 à Paris 14e, est un diplomate et résistant français, auditeur à la Cour des comptes.

## Biographie

### Jeunesse et études
Élève à l'École normale supérieure, où il fait la connaissance de Georges Pompidou, de Julien Gracq et d'Étiemble (une correspondance nourrie avec Georges Pompidou témoigne de leur constante proximité), puis à l'École libre des sciences politiques.

### Parcours professionnel
Il devient auditeur à la Cour des comptes en 1937.
Résistant et collaborateur de Georges Bidault, et membre du Conseil national de la Résistance, il introduit en 1944 Georges Pompidou dans l'entourage du Général de Gaulle. 
À la Libération, il devient directeur de cabinet du général de Gaulle, puis secrétaire général du gouvernement tunisien de 1946 à 1950.
Il fait un passage au Quai d'Orsay durant la Quatrième République, comme premier conseiller à Berne de 1951 à 1953, puis à Rome (Saint-Siège) de 1953 à 1958.
Secrétaire général à la présidence du Conseil pour les affaires algériennes en 1958, directeur de cabinet du Général de Gaulle à la présidence de la République entre 1958 et 1961, ami de Michel Debré, il sera mêlé de près à l'histoire des débuts de la Cinquième République.
Il est ambassadeur de France à Vienne de 1961 à 1963. Nommé ambassadeur représentant auprès du Saint-Siège de 1964 à 1974, il fait jouer à plein les synergies entre la diplomatie gaullienne et l'action du pape Paul VI au service de la paix, du développement et de l'entente entre les peuples. Certains pensent qu'il a également favorisé la grâce de l'ancien milicien Paul Touvier par le président Georges Pompidou en 1971.
Siégeant en fin de carrière au Conseil constitutionnel, de 1974 à 1983, il a incarné une image de « grand serviteur de l'État, discret par conviction, doté d'une éthique élevée du service public. » . 
Il est membre de l'Académie des sciences morales et politiques de 1987 à 1992 (section générale). Son épouse, née Noëlle Dibsky, est décédée le 15 février 2017 à 103 ans.
Les Archives Nationales conservent ses archives sous la cote 110 AJ. Le fonds Brouillet est disponible sur le site de Pierrefiite-sur-Seine.

## Distinctions

### Françaises
- Grand-croix de la Légion d'honneur (14 juillet 1987)[7]
- Grand-croix de l'ordre national du Mérite (1983)

### Étrangères
- Grand-cordon de l'ordre de Nichan El-Iftikhar (Tunisie - 1946)
- Grand officier de l'ordre du Ouissam alaouite (Maroc - 1946)
- Commandeur de l'ordre du Nichan el Anouar (1955)[8]
- Commandeur dans l'ordre du Mérite de la République italienne (1959)
- Grand officier de l'ordre de Saint-Charles (Monaco - 1959)
- Croix de  Saint-Jean-de-Latran (Saint-Siège - 1959)
- Grand-croix de l'ordre de Saint-Grégoire-le-Grand (Saint-Siège - 1959)
- Grand-officier de l'ordre du Mérite congolais (Congo - 1960)
- Commandeur de l'ordre de l'étoile équatoriale (Gabon - 1960)
- Grand-officier de l’ordre nationale de la République malgache (Madagascar - 1960)
- Grand-officier de l'Ordre national ivoirien (Côte d'Ivoire - 1961)
- Grand-croix de l'ordre d'Adolphe de Nassau (Luxembourg- 1961)
- Grand-officier de l'ordre du Soleil (Pérou) [9]